# Tératologie
Pour l'album musical « Tératologie » sorti en 2007, voir Eths.
La tératologie  est la science des anomalies de l'organisation anatomique, congénitale et héréditaire, des êtres vivants. La discipline a longtemps été assimilée à l'étude des « monstres » humains et animaux, c'est-à-dire des anomalies les plus spectaculaires, mais elle concerne tout écart anatomique significatif présenté par un individu par rapport au type spécifique, au-delà des variations individuelles qui différencient normalement un sujet d'un autre dans la même espèce. Source d'intérêt et d'études dès l'Antiquité, la tératologie se constitue en tant que discipline scientifique au milieu du XVIIIe siècle, et c'est Étienne Geoffroy Saint-Hilaire et son fils Isidore qui lui confèrent, au siècle suivant, une méthode et une nomenclature. Associant les observations et les recherches des médecins et des vétérinaires, la tératologie participe alors aux progrès de l'embryologie jusqu'à devenir progressivement un chapitre de la pathologie de l'embryon.

## Historique
Le mot est construit à partir de deux termes issus du grec ancien, τέρας téras, « monstre » et λογία logía, « étude de ».
En français, le terme est attesté pour la première fois en 1832.

### Tératologie, mythologie, théologie
L'histoire de la tératologie est intimement liée à celles des mythes et des légendes produites par les civilisations humaines : la plupart des dieux égyptiens sont des créatures zoo-anthropomorphes ; les Chaldéens attribuaient une signification prophétique aux nombreuses malformations humaines dont ils avaient connaissance ; la mythologie grecque abonde en satyres, sirènes, faunes, centaures et cyclopes ; Platon, dans Le banquet, décrit des êtres parfaits, hermaphrodites, coupés en deux par punition divine. L'iconographie médiévale regorge de représentations monstrueuses.
En Occident, la naissance de sujets hors du commun est longtemps considérée - à l'instar des phénomènes célestes inexpliqués, également qualifiés de monstrueux - comme une expression de la colère des dieux ou comme un avertissement qu'ils délivrent aux hommes. Elle provoque, chez le commun des mortels comme chez les esprits les plus avancés, une stupéfaction et une curiosité mêlées de crainte. Elle pose également aux premiers philosophes la question de l'ordre naturel, et aux Pères de l'Église celle de la volonté divine. Dans la Grèce antique, les enfants malformés sont systématiquement éliminés à Sparte (et très probablement à Athènes). Ils subissent généralement le même sort à Rome, même si la pratique y est plus encadrée. Plus tard, l'Église catholique s'interrogera sur le sort à leur réserver, notamment en matière de baptême. En Orient, où les divinités monstrueuses abondent, il semble qu'ils suscitent plutôt une dévotion particulière.[réf. souhaitée]
Quand bien même, dès le premier siècle de notre ère, Lucrèce ait réfuté l'existence des centaures, la « période fabuleuse », comme la nomme Isidore Geoffroy Saint-Hilaire va perdurer, en Occident, jusqu'au milieu du XVIIe siècle et, pour certains, jusqu'à l’avènement des Lumières.
À la Renaissance, pour ce qui concerne l'histoire naturelle, Pline l'Ancien reste en effet la référence. Il parle en détail des « monstres  » les plus étranges et ses descriptions alimentent l'imaginaire des humanistes qui redécouvrent ses travaux. La notion de monstruosité englobe alors les créatures terrestres, y compris certains animaux exotiques à l'anatomie ou au comportement étonnants (autruche, caméléon, hippopotame), mais également les monstres marins et les phénomènes célestes inexpliqués (comètes, éclipses, météores, etc.).
Progressivement, cependant, les malformations des nouveau-nés, animaux ou humains, revêtent une signification moins prophétique pour être interprétées comme l'intervention du démon ou le signe d'accouplements contre nature ; les femmes qui mettent au monde des enfants imparfaits sont alors souvent accusées de sorcellerie et leur progéniture éliminée.
Avant de devenir l'objet d'études scientifiques, le discours tératologique est donc profondément marqué par la légende, la superstition et la théologie. Quand il commence à s'y intéresser, le corps médical n'échappe d'ailleurs pas au contexte général. Médecins et chirurgiens visitent d'abord le sujet comme un cabinet de curiosités, en se fondant sur les observations souvent fantaisistes des Anciens et sans - le plus souvent - les amender par des observations personnelles.
Ambroise Paré, qui aborde le sujet avec une certaine crainte métaphysique, publie, en 1573, Des monstres tant terrestres que marins. Tout chirurgien et anatomiste qu'il soit, Paré accorde la première place à l'intervention divine. Mais, dans le même temps, il réfute par la dissection le caractère monstrueux de l'autruche. Pierre Belon, qui a, dans son Histoire de la nature des oiseaux attiré l'attention sur les similitudes entre le squelette des volatiles et celui de l'homme, s'autorise lui aussi à corriger les erreurs alors couramment colportées sur l'hippopotame, après en avoir observé un de visu à Constantinople et sur le caméléon. Ses observations seront complétées en 1669 par les dissections documentées du médecin et architecte Claude Perrault, qui mettront définitivement à bas les légendes entourant depuis des siècles cet animal.

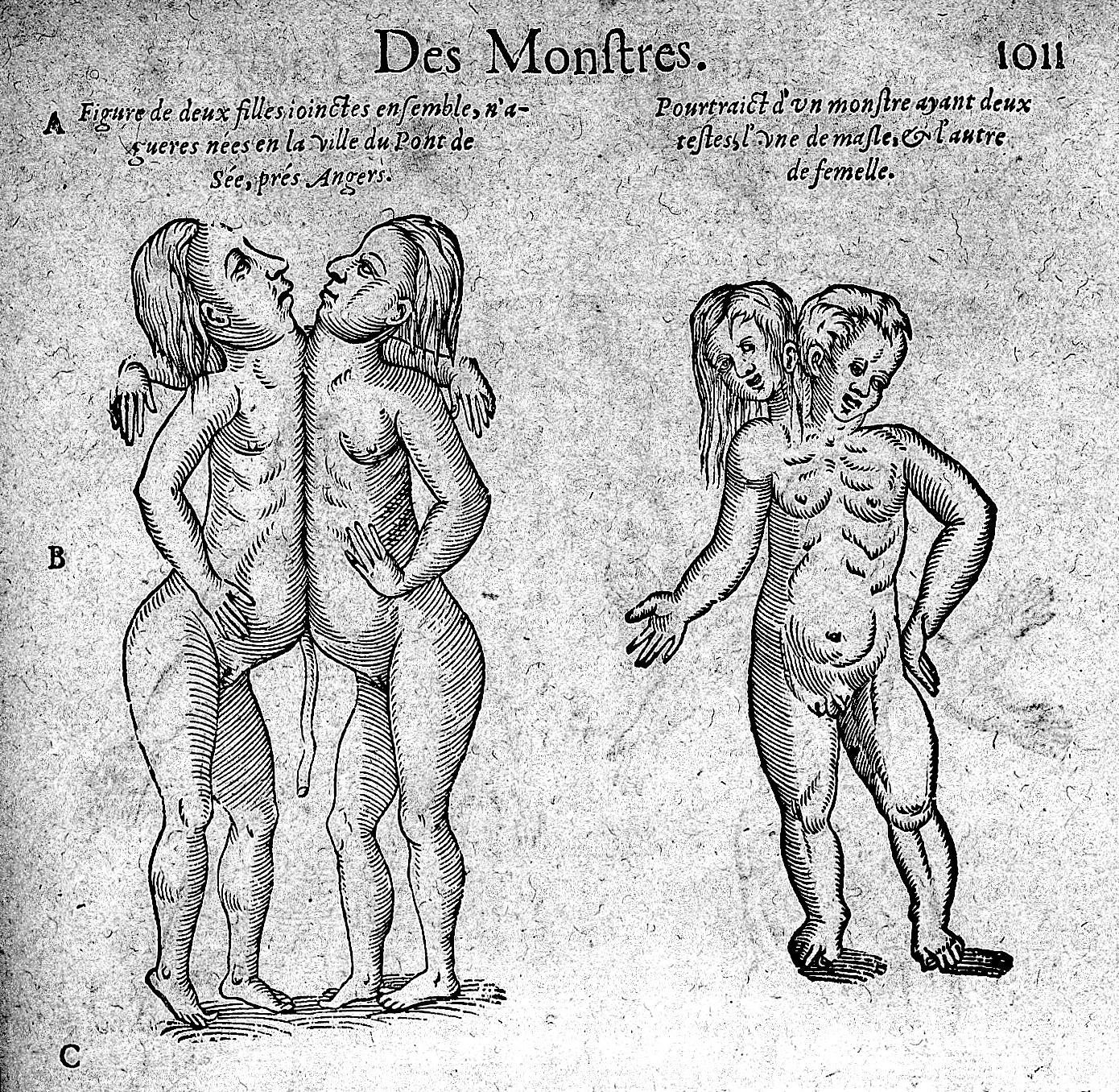
Illustration extraites des Œuvres d'Ambroise Paré.

Mais Ambroise Paré se fonde également, sans pouvoir les vérifier, sur les écrits de ses prédécesseurs : il rapporte ainsi le cas d'une fille à deux têtes en faisant confiance à Ludovicus Coelius Richerius (ou Rhodiginus). Il emprunte à Conrad Lycosthenes et à Pierre Boaistuau le cas d'un enfant de sexe masculin avec une tête, quatre bras et quatre jambes, né en Allemagne en 1529, ainsi qu'un autre cas, semblable, signalé en Italie. Il recopie aussi de l'obstétricien zurichois Jacob Rüff la description un enfant possédant quatre bras, quatre jambes et un double sexe féminin.
La littérature tératologique n'est ainsi, au départ, qu'une suite de compilations hasardeuses toujours assorties de commentaires théologiques et philosophiques. Il s'agit en effet d'expliquer les intentions divines cachées derrière ces naissances hors du commun. La création de monstruosités ne pouvant être que délibérée de la part du Créateur, elle constitue donc soit un avertissement d'en-haut, soit un châtiment divin. Tout en participant à ces débats, le corps médical va progressivement ajouter aux causes divines toute une série de causes physiques, puis réfuter les premières pour ne retenir que les secondes. En Europe, c'est à partir de la fin du XVIe siècle qu'une poignée de médecins, de chirurgiens et de penseurs commencent à distinguer les causes naturelles des causes surnaturelles et s'autorise ainsi une analyse factuelle des monstruosités.
En 1595, Martin Weinrich publie un De ortu monstrorum commentarius dans lequel il rattache l'étude des monstres à la physiologie, c'est-à-dire à l'étude de la nature par la raison, distinguant les « théologiens » des « physiciens », les premiers fondant leur savoir « sur la parole révélée de Dieu et l'élevant vers les hauteurs », les seconds « sur la seule raison et traitant des causes prochaines des choses ».
La même année, dans ses Essais, Montaigne témoigne et raisonne :

« Je vis avant-hier un enfant […] âgé de quatorze mois tout juste. Au-dessous de ses tétins, il était attaché et collé à un autre enfant sans tête  […] ils étaient joints face à face, comme si un plus petit enfant voulait en embrasser un second. Les êtres que nous appelons monstres ne le sont pas pour Dieu, qui voit dans l’immensité de son ouvrage l’infinité des formes qu’il y a englobées ; et il est à croire que cette forme qui nous frappe d’étonnement se rapporte et se rattache à quelque autre forme d’un même genre, inconnu de l’homme. De sa parfaite sagesse, il ne vient rien que de bon et d’ordinaire et de régulier ; mais nous n’en voyons pas l’arrangement et les rapports. […] Nous appelons « contre nature » ce qui arrive contrairement à l’habitude : il n’y a rien quoi que ce puisse être, qui ne soit pas selon la nature. Que cette raison universelle et naturelle chasse de nous l’erreur et l’étonnement que la nouveauté nous apporte. »

Caspar Bauhin, qui s'attaque, en 1614, au sujet des « hermaphrodites », distingue lui aussi les « causes supérieures » des « causes inférieures », qu'il divise en causes « internes » et « externes ».

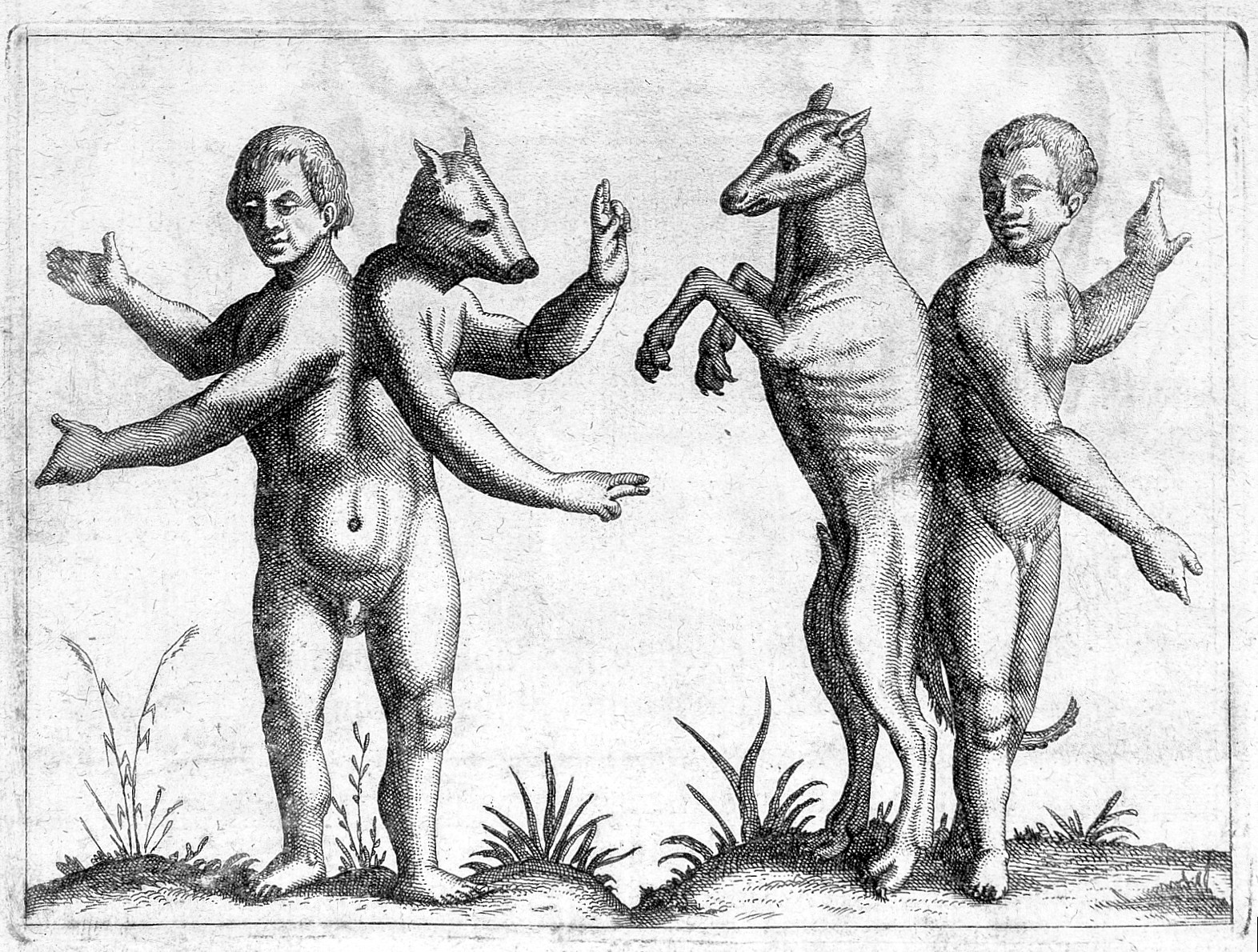
Illustrations extraites du De monstris de Fortunio Liceti.

En 1616, Fortunio Liceti, dans son De monstrorum causis, natura et differentiis retient « quatre causes principales » de monstruosités : « la matière, la forme, la cause efficiente et la cause finale ». Il concède encore que « la force du démon » puisse être mise en cause, mais il la place au quatorzième rang et précise : « Nous n'entreprendrons pas d'examiner ici l'origine miraculeuse des monstres, ni de celle que le diable procure par ses illusions. Nous parlerons seulement de la naturelle.[…] Il faut donc poser que les monstres se font selon les lois d'un second ordre de la nature, par quelque empêchement qui ne lui permettant pas de produire un animal beau et parfait, elle fait, plutôt que de ne rien faire, un monstre difforme qui, s'il ne lui ressemble pas dans la disposition des membres, du moins lui ressemble-t-il quant à l'essence, et quant à la forme substantielle. »
En 1642, l'ouvrage d'Ulysse Aldrovandi mêle encore considérations théologiques et symboliques. Les emprunts y sont toujours nombreux, à Rüff, à Liceti, à Johannes Georg Schenck et à Lycosthenes.
Parallèlement, l'étude des malformations bénéficie des progrès de l'anatomie, marqués par la parution, en 1543, du premier traité d'André Vésale sur la « Fabrique du corps humain ». L'intérieur de la matrice et le fœtus qu'elle abrite, jusqu'alors cachés au regard, sont exposés par la dissection et peu à peu dépouillés de leurs mystères. En 1604, la publication du traité d'embryologie de Fabrice d'Acquapendente finit de dévoiler les « secrets de nature ». Mais l'évolution des mentalités est lente, contrariée par l'extraordinaire attraction qu'exercent, sur le corps médical comme sur le commun des mortels, les cas individuels, et, surtout, par la doctrine de la préexistence des germes, qui bride alors toute réflexion. D'après elle, tout être vivant est entièrement contenu dans un « germe » où chacune de ses parties (y compris sa descendance) figure, parfaitement formée, mais à une échelle minuscule.

### Le «désenchantement des monstres»
Progressivement, la période fabuleuse s'efface pour laisser place à la période positive (le « désenchantement des monstres », selon la formule de Jean-Jacques Courtine), pendant laquelle des esprits éclairés se détachent peu à peu des superstitions pour collecter des informations, rédiger des descriptions et rechercher, avec les moyens limités à leur disposition, les causes du phénomène. Comme l'écrit Ernest Martin dans son Histoire des monstres, « désormais va se dissiper cet inextricable chaos où s'étaient si longtemps confondus les mythes, les fictions et les réalités : l'esprit mesure maintenant la distance qui sépare le merveilleux et le vrai, les êtres fantastiques et ceux que crée la nature. »
Au début du XVIIe siècle, l'anatomie devient de plus en plus présente dans les études, la théologie cède sa place pour laisser apparaître des analyses plus détaillées et rationnelles. Les travaux de Fabrice d'Acquapendente (1533-1619) et ceux de William Harvey (1578 -1657) forment une base solide sur l'étude de l'embryon. Harvey découvre que les jumeaux rattachés l'un à l'autre sont issus de la présence de deux œufs qui se soudent. Plusieurs médecins s'intéressent aux « monstruosités » : Martin Weinrich (1595) ou encore André Dulaurens (1600). La tératologie avance alors à grands pas en écartant les mythes et en apportant des preuves issues de la dissection.

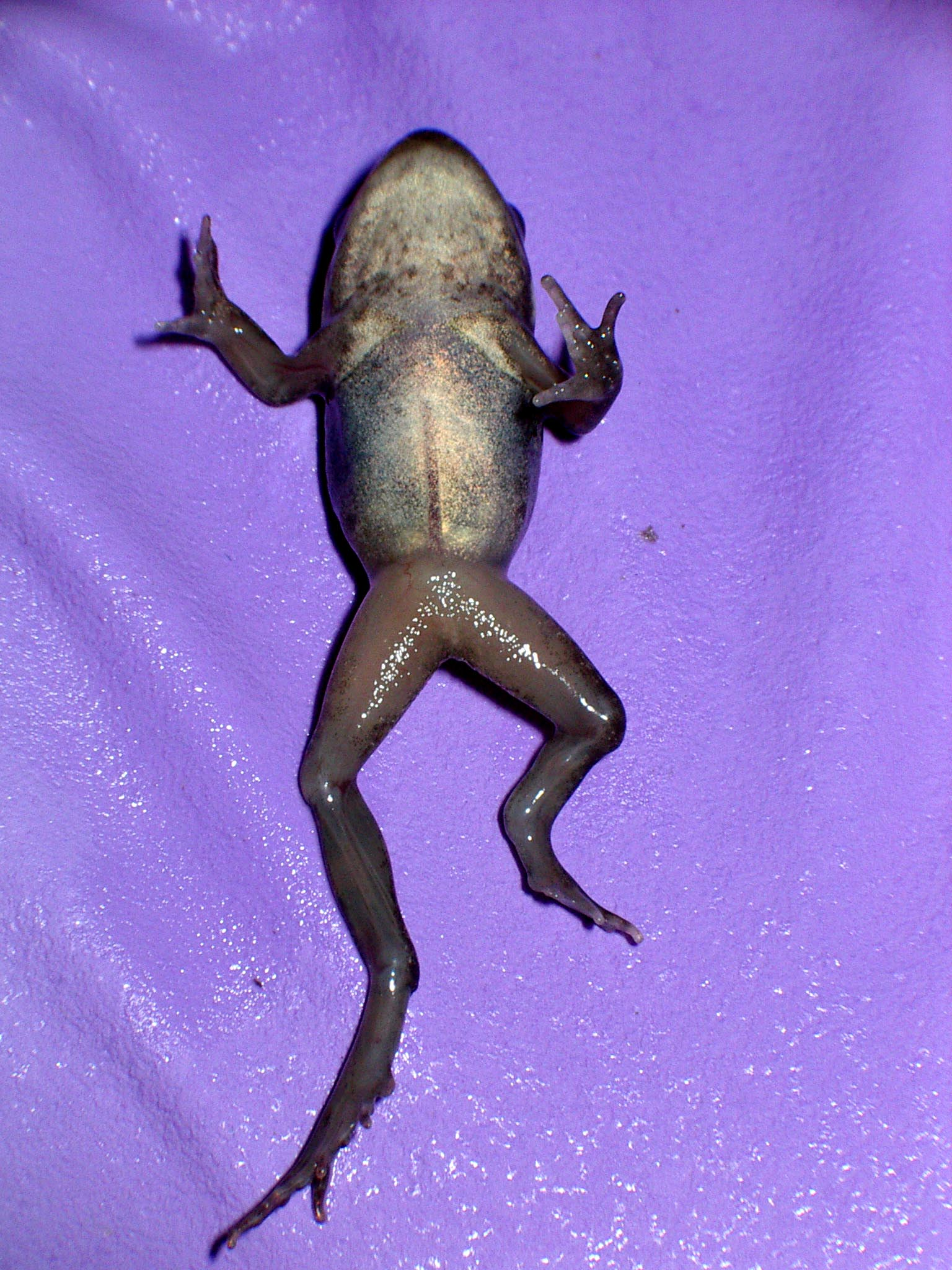
Hémimélie.
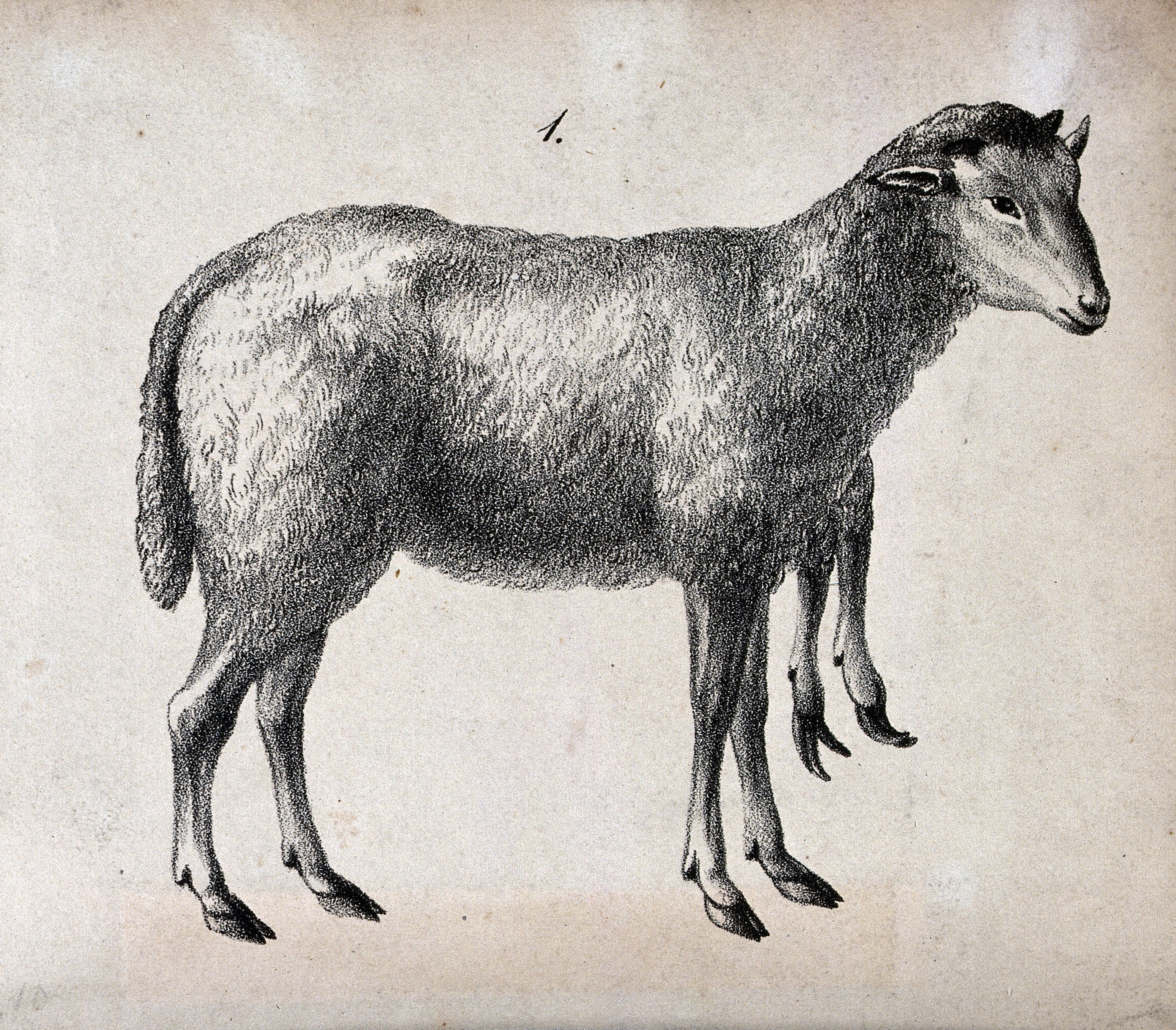
Polymélie.
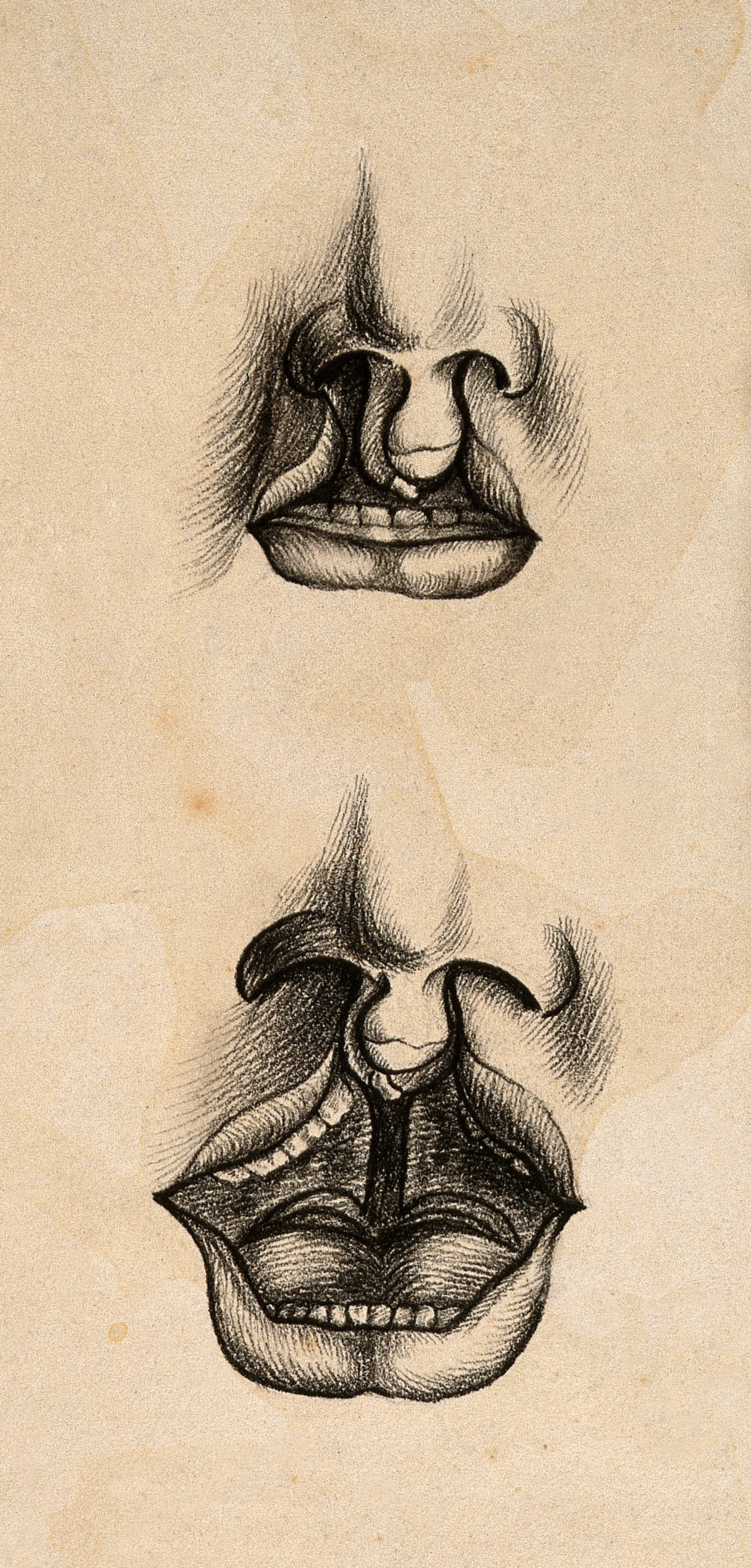
Bec-de-lièvre.
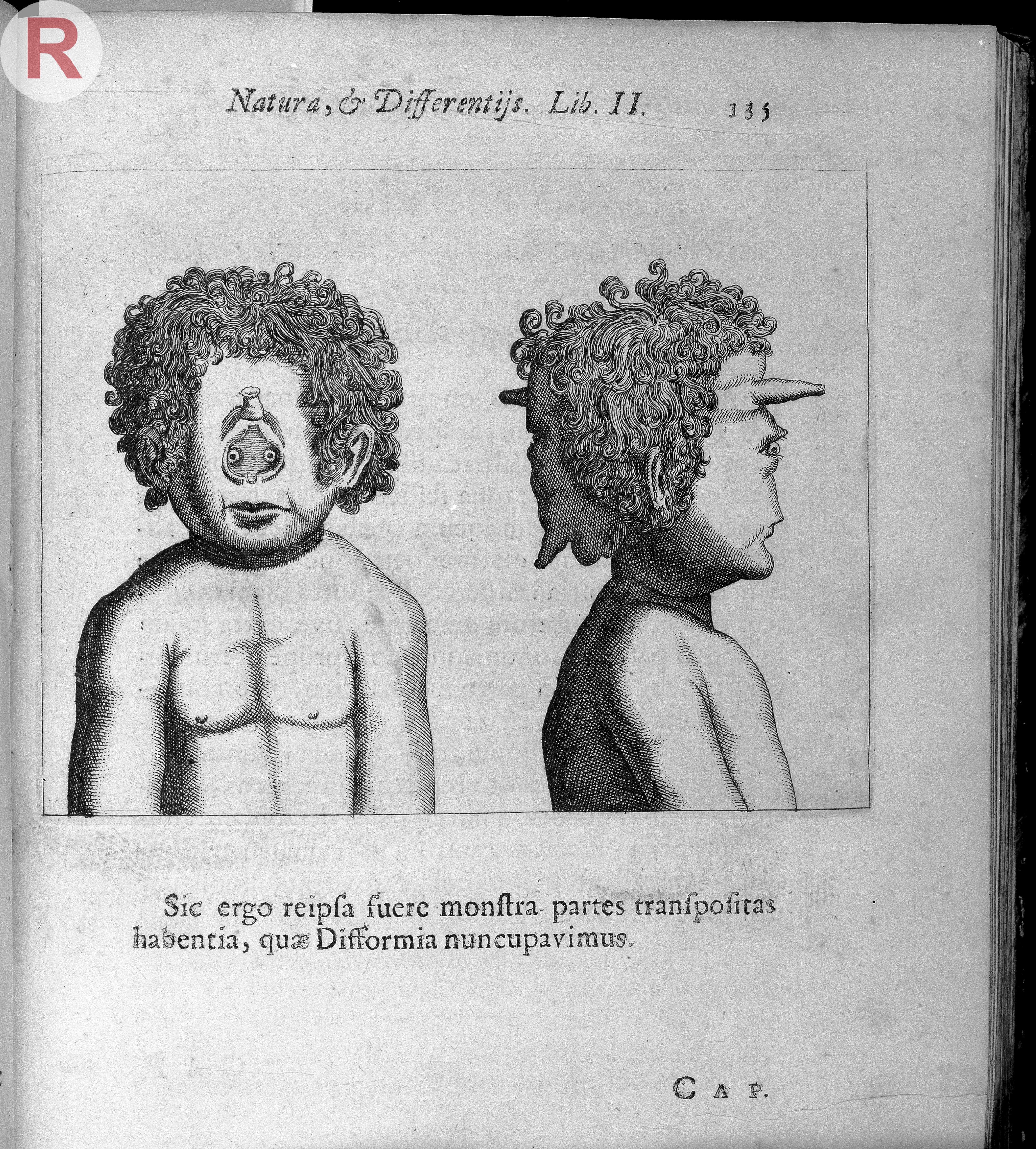
Janicéphalie.
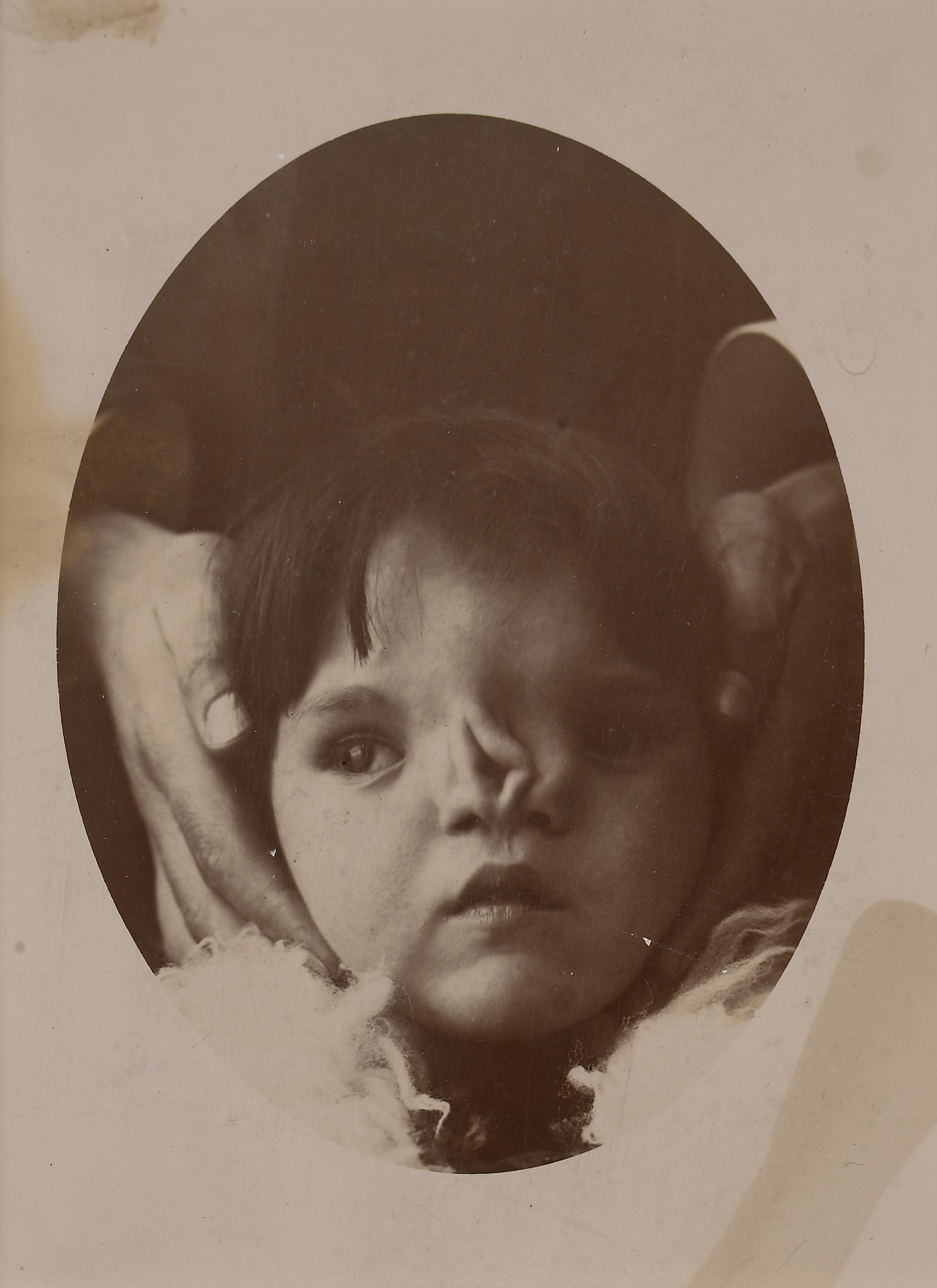
Rhinodyme.
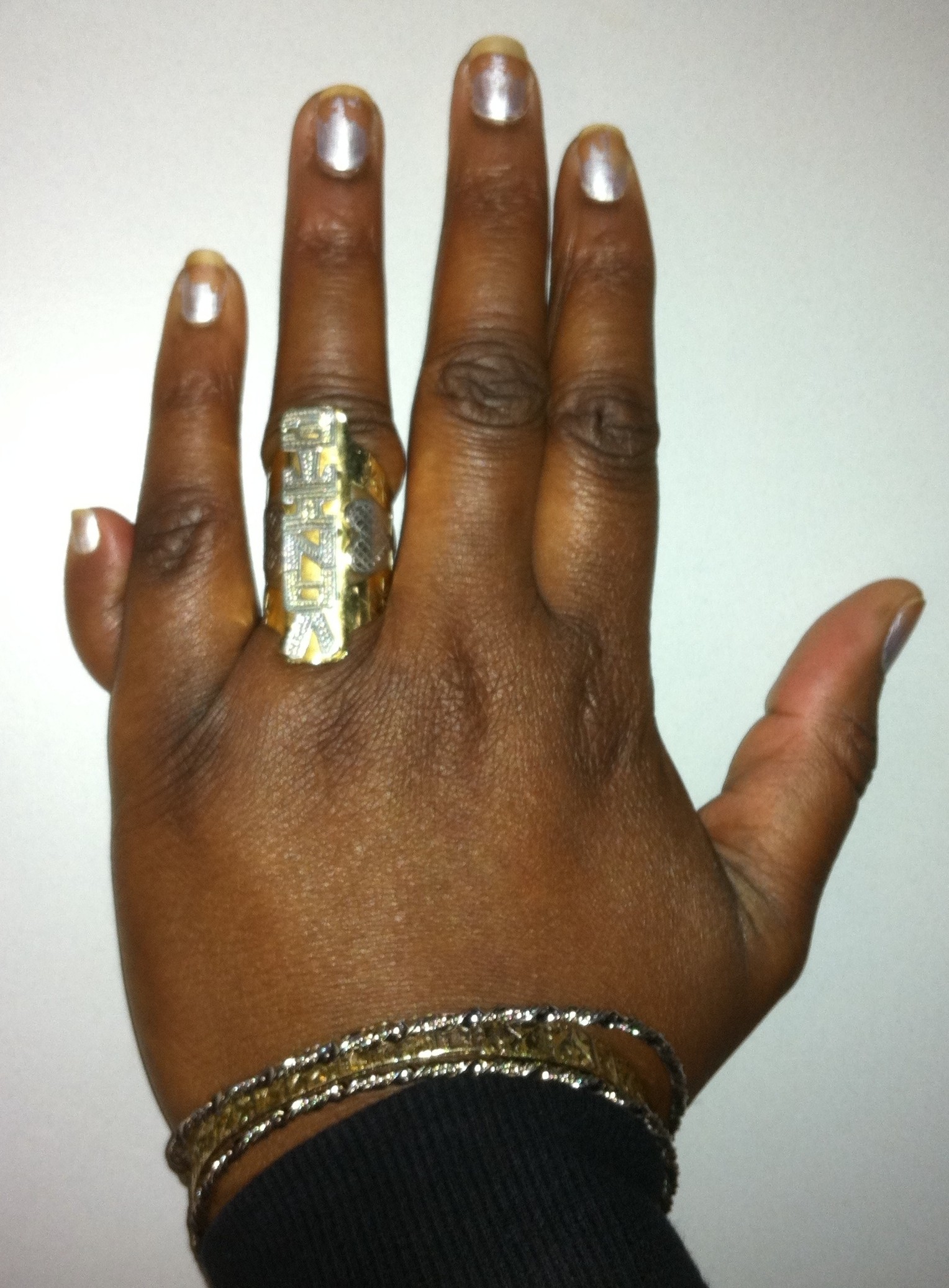
Polydactylie.
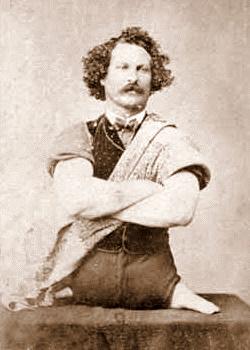
Phocomélie.

### Naissance de la tératologie moderne
À la période positive succède enfin la période « scientifique », à partir du milieu du XVIIIe siècle, avec la publication du De Monstris de Albrecht von Haller, suivi par les travaux de Johann Friedrich Meckel (1781-1833) et des Geoffroy Saint-Hilaire père et fils, qui passent pour être les fondateurs de la tératologie. Après eux, viennent, en France, les travaux et les publications de Camille Dareste, inventeur de la tératogenèse expérimentale, Jules Guérin (1880), Lannelongue et Ménard (1891), Cruveilhier (1849), Davaine (1875), Matthias Duval, Giacomini (1893-1898), Rabaud (1909), Princeteau (1886), Guinard (1892), Blanc (1893), Dubreuil-Chambardel (1925) et Chauvin (1920).
Il faut attendre le milieu du XXe siècle pour comprendre que le fœtus peut être perturbé par des substances provenant de l'extérieur. Jusqu'alors, l'utérus apparaissait comme une barrière infranchissable. Avec la tératogenèse expérimentale, Étienne Wolff (1904-1996) établit les liens précis qui lient les stimuli (substances chimiques, carences nutritionnelles, radiations, maladies, mutations) et les déformations qu'ils provoquent. Avec les progrès de la génétique et de l'imagerie médicale, la tératologie descriptive a cédé le pas au diagnostic prénatal, à la médecine fœtale et à la chirurgie néo-natale. La tératogénie reste une discipline d'actualité, en raison notamment de la nécessité d'évaluer le potentiel mutagène et/ou tératogène des molécules utilisées en pharmacie et dans l'industrie en général.

## Classification
(juin 2025).
En Occident, de nombreuses nomenclatures ont été élaborées pour décrire la diversité des malformations observées dans le règne animal. Elles ont évolué à mesure que s'améliorait la compréhension des phénomènes sous-jacents et se révèlent toujours utiles pour catégoriser, en particulier, les sujets composites dont la complexité anatomique peut prêter à confusion. Dans les années 1930, Lesbre proposait ainsi une classification « simplifiée » qui rendait compte de la multiplicité des cas. Cette classification distinguait les créatures unitaires et les créatures composées, « ces dernières comprenant des éléments de deux ou d'un plus grand nombre de sujets ».

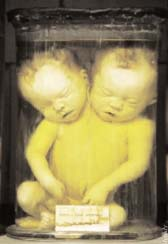
Cadavre de bébés siamois conservé dans du formol exposé dans la collection de tératologie au Musée d'anatomie de Montpellier.

Les anomalies de développement ainsi listées apparaissent rarement isolées et plusieurs malformations sont souvent associées. Les progrès de la médecine, de l'embryologie et de la génétique ont fait évoluer les classifications anciennes fondées sur l'apparence des malformations pour procéder à des regroupements par syndrome (ex : syndrome de Char, syndrome de Coffin-Lowry, syndrome de Cornelia de Lange, etc.) ou par origine génétique (ex : dysplasies osseuses en rapport avec le gène SOST, maladies en rapport avec les mutations du gène IRF6, etc.). Les différentes composantes de ces syndromes continuent toutefois à être désignées selon la terminologie consacrée (polydactylie, syndactylie, aniridie, microphtalmie, etc.). Seule la terminologie concernant les créatures doubles autositaires et parasitaires reste encore largement utilisée pour décrire précisément le type d'anomalie.

### Classification des créatures unitaires
Dans la nomenclature proposée par Lesbre, reprenant en grande partie celle créée par Isidore Geoffroy Saint-Hilaire, les créatures unitaires se distinguent en autosites (possédant une circulation sanguine propre), omphalosites (dépourvus de cœur fonctionnel et recevant le sang d'un jumeau par anastomose des vaisseaux ombilicaux, ils décèdent à la naissance) ou parasites (le recevant de la mère sur laquelle ils sont « greffés » à la manière d'une tumeur).
| ANOMALIES DES CRÉATURES AUTOSITES                                 | |
| Nanisme                                                           | |
| Gigantisme                                                        | |
| Anasarque                                                         | Syndrome œdémateux généralisé (assez fréquent chez le veau). |
| Achondroplasie                                                    | Défaut de croissance du squelette avec déformation osseuses. |
| Anomalies de la peau et des phanères                              | |
| Anomalies de la peau                                              | |
| Anomalies de pigmentation                                         | Albinisme, hyperchromie, tache mongolique. |
| Anomalies de développement                                        | Nævus hypertrophique, nævus vasculaire, ichtyose, sclérodermie. |
| Anomalies des phanères                                            | |
| Productions cornées                                               | |
| Excès ou défaut de production cornée                              | Cornes supplémentaires, absence de cornes, absence d'ongles (anonychie) |
| Hétérotopie                                                       | Productions cornées hétérotopiques (corne au milieu du front, sur le cou, chevaux ou êtres humains cornus, etc.). |
| Anomalies de la pilosité                                          | |
| Excès                                                             | Hypertrichose, hirsutisme (hommes-chiens, hommes-singes, femmes à barbe, etc.). |
| Défaut                                                            | Atrichosis, alopécie congénitale. |
| Hétérotopie                                                       | Dermoïdes oculaires, kystes dermoïdes, kystes pileux intracraniaux chez le cheval. |
| Anomalies dentaires                                               | |
| Anomalies numériques                                              | Surdents, formule dentaire incomplète. |
| Anomalies de forme ou de volume                                   | Microdentisme, macrodentisme. |
| Anomalies de situation et de direction                            | Diastème, transposition canine-prémolaire, malalignement. |
| Anomalies d'éruption                                              | Dentition de lait précoce (nouveau-né humain), dentition définitive tardive, dents incluses. |
| Hétérotopie                                                       | Dents palatines, kystes dentifères de la région auriculo-temporale. |
| Anomalies de la tête                                              | |
| Disproportion                                                     | Microcéphalie, macrocéphalie, prognathisme, brachygnathisme. |
| Division                                                          | Schistocéphalie : division de la tête d'ampleur variable, allant de la simple encoche labiale ou nasale à une division profonde de la mandibule, du maxillaire et des cornets nasaux. |
| Déformations                                                      | De la face, du bec chez les oiseaux. |
| Anomalies du tronc                                                | |
| Colonne vertébrale                                                | Anomalies numériques par excès ou par défaut : absence du coccyx, de la queue, ou présence d'une queue (réduite) dans l'espèce humaine. Présence d'une queue dépourvue de vertèbres (veau). Vertèbres incomplètes. Déviations : cyphose, lordose. Ankylose : fusion des cervicales, fusion cervicales-dorsales |
| Arrêt de développement                                            | Spina bifida. |
| Célosomie                                                         | Étymologiquement : tumeur du corps. Exomphale (hernie - souvent ombilicale - plus ou moins étendue pouvant aller jusqu'à l'éventration) toujours compliqué d'autres malformations. Célosomie abdominale, abdomino-pectorale, médiane, latérale, couverte (hernie) ou découverte (éventration). Cas particulier : strophosome (corps retourné). Selon l'étendue et la localisation : localisée à l'abdomen : aspalasome, agénosome, cyllosome, schistosome ; atteinte du thorax : pleurosome, célosome. |
| Anomalies des membres                                             | |
| Anomalies de dimensions sans malformations                        | Brachymélie (bassettisme), micromélie. Dolichomélie, acromégalie, macromélie. |
| Malformations                                                     | Phocomélie thoracique, pelvienne, uni ou bilatérale (agénésie du péroné ou du cubitus). |
| Anomalies de la main et du pied                                   | |
| Déviations                                                        | Pied bot, main bote. Camptodactylie (doigts crochus), clinodactylie (doigts inclinés latéralement). |
| Volume des doigts                                                 | Microdactylie, brachydactilie. |
| Nombre des doigts                                                 | Adactylie, hypodactylie (mono, di, tri, tétradactylie). Polydactylie atavique, polydactylie par dédoublement des doigts, polydactylie hétérogénique, polydactylie par duplicité de la main ou du pied. Syndactylie (réunion des doigts). |
| Duplicité ou triplicité d'un ou plusieurs membres                 | Mélomélie (duplication ou triplication d'un membre) |
| Inversion des membres pelviens                                    | Membres inférieurs dirigés vers l'arrière. |
| Réunion des membres pelviens                                      | Selon le degré : palmure périnéo-crurale (réunion des cuisses par un pli de peau), symélie (union des membres inférieurs), uromélie, sirénomélie (fusion complète avec disparition des pieds). |
| Défaut de formation d'un ou plusieurs membres                     | Hémimélie (un membre atrophié), schistomélie (membre qui se dédouble à son extrémité), ectromélie (absence d'une partie du membre plus ou moins étendue). |
| Ectrosomie                                                        | Absence du train arrière. |
| Défauts des articulations                                         | Ankylose, déviation articulaires, luxation congénitale, excès de mobilité. |
| Défaut des muscles                                                | Arrêt de développement du diaphragme, absence de grand pectoral. |
| Anomalies de l'appareil digestif                                  | |
| Bouche                                                            | Fissure médiane de la lèvre inférieure, bec-de-lièvre médian, bec-de-lièvre latéral, simple ou double, avec ou sans fissure lacrymale. Fissure palatine, macrostoma (ou bec de lièvre génien uni ou bilatéral : fissure de la joue). Mictostoma (atrésie buccale). Aglossie, bifidité de la langue, ankyloglossie (soudure de la langue au plancher de la bouche), macroglossie, atrésie de l'isthme du gosier. |
| Œsophage                                                          | Absence, imperforation cloisonnement, communication ou fusion avec la trachée, rétrécissement, dilatation, diverticule, cul-de-sac, déplacement, dédoublement, division en deux segments discontinus. |
| Estomac                                                           | Inversion gauche-droite. |
| Intestin                                                          | Rétrécissements (sténose), interruptions, imperforation de l'anus, absence de rectum. Abouchement vicieux du rectum (cloaque), bifurcation ou trifurcation du colon, diverticule de Meckel. Ectopie thoracique, ombilicale ou inguinale. |
| Annexes                                                           | Atrophie de la rate, hypertrophie, rate double, triple, absente. Pancréas : absence de canal azygos, de canal de Santorini. Foie : absence de vésicule biliaire, vésicule double. |
| Anomalies de l'appareil respiratoire                              | |
| Larynx                                                            | |
| Trachée                                                           | |
| Bronches                                                          | |
| Poumons                                                           | |
| Annexes                                                           | |
| Anomalies liées aux fentes brachiales                             | Persistance de la première fente branchiale fœtale, évolution vers une pseudo-bouche ou une fistule (« soyons » ou « pendants » du porc), kystes dermoïdes, odontomes. |
| Anomalies de l'appareil circulatoire                              | |
| Inversion du cœur                                                 | Cavités et orifices inversés. |
| Ectopies cardiaques                                               | Ectopie cervicale, sternale, cervico-thoracique |
| Anomalies internes                                                | Cœur à deux ou trois cavités. Vices de cloisonnement. |
| Anomalies péricardiques                                           | Communication péricarde-cavité abdominale, communication péricarde-extérieur (ectocardie découverte). |
| Anomalies circulatoires                                           | Fusion aorte-artère pulmonaire, persistance d'arcs aortiques surnuméraires. |
| Anomalies de l'appareil uro-génital                               | |
| Anomalies rénales                                                 | Anomalies numériques par excès ou par défaut, lobulation, soudure, ectopie. |
| Anomalies des uretères                                            | Anomalies numériques, atrésie, interruption. |
| Anomalies vésicales                                               | Oblitération, communication avec l'ombilic, cloisonnement, bifurcation, vessie double, extrophie (célosomie limitée) |
| Anomalies des organes génitaux femelles                           | |
| Ovaires Oviductes Utérus Vagin Vulve Mamelles Annexes du fœtus    | Ovaires - Absence d'ovaire, un seul ovaire, atrophie des ovaires, ovaires surnuméraires (polyovarie), soudure des ovaires, ectopie. Oviductes - Absence, imperforation, pavillons multiples. Utérus - Absence, atrophie uni ou bilatérale, atrésie. Utérus double, cloisonnement. Vagin - Absence, atrophie, atrésie. Vagin double. Discontinuité avec la matrice. Embouchure rectale. Imperforation. Vulve - Rétrécissement, soudure des lèvres, absence de clitoris, hypertrophie, clitoris bifide. Embouchure rectale. Mamelles - Absence de mamelles, polythélie (tétines surnuméraires), polymastie (mamelles surnuméraires). Ectopie. Annexes - Cordon très court ou absent, trop long, cordon commun à plusieurs fœtus. Placenta atypique, hydropisie des enveloppes. |
| Anomalies des organes génitaux mâles                              | |
| Testicules Épididyme, canaux déférents, etc. Urètre pelvien Pénis | Testicules - Monorchidie, anorchidie, polyorchidie, synorchidie (soudure). Ectopies. Épididyme - Absence, bifurcation. Urètre pelvien - Abouchement rectal. Pénis - Absence, difformité, absence de prépuce, phimosis, paraphimosis. Bifurcation, hypospadias, épispadias. |
| Hermaphrodisme                                                    | |
| Anomalies du système nerveux                                      | |
| Moelle épinière                                                   | Spina bifida, amyélie totale ou partielle. |
| Anomalies encéphaliques                                           | Porencéphalie : cavité non accidentelle à la surface des hémisphères cérébraux. Hydrocéphalie : accumulation de liquide dans les ventricules cérébraux. Exencéphalie : ectopie de l'encéphale (gradation en fonction de l'importance depuis l'encéphalocèle jusqu'à l'exencéphalie). Pseudencéphalie : absence partielle de voûte crânienne, cerveau replacé par un tissu vasculaire et caverneux. Anencéphalie : absence totale de la voûte crânienne et de l'encéphale. |
| Anomalies des organes des sens                                    | Olfaction : rhinoschisis (partition), atrésie d'une ou des deux fosses nasales, imperforation, malformation de la cloison, absence de nerf olfactif. Audition : absence des conques, atrophie, hypertrophie, oreille surnuméraire (oreillon ou auricules), agénésie de l'oreille moyenne et/ou interne. Vision : anophtalmie, microphtalmie, strabisme, aniridie, colobome oculaire, polycorie, corectopie, synizézis, aphakie, ectopie du cristallin. Plusieurs sens : cyclocéphalie, otocéphalie. |
| CRÉATURES OMPHALOSITES                                            | |
| Paracéphaliens                                                    | Tête encore distincte (bouche, ébauche de nez, d’œil, d'oreille). |
| Acéphaliens                                                       | Vestige ou absence de tête, parfois thorax et membres rudimentaires. Parfois réduit au train arrière, ou à une masse sphérique (acéphale-môle ou mylacéphale). |
| Céphalidiens                                                      | Masse sphéroïde pourvue d'un orifice buccal, avec mâchoire et dentition. Le reste des organes est concentré dans la masse ou hernié. |
| Acormiens                                                         | Pas de corps reconnaissable, ébauche de tête et partie coccygienne seules reconnaissables. |
| Anidiens                                                          | Masse globuleuse revêtue de peau et de poils. |
| CRÉATURES PARASITES                                               | |
| Embryomes                                                         | Amas amorphe de poils, dents, os, cartilage, tissu musculaire, etc. |

### Classification des créatures composées
Les créatures composées offrent un très grand nombre de variantes. Dans les cas les plus bénins, il s'agit de deux individus presque autonomes, seulement reliés par un pont anatomique qui peut être réduit chirurgicalement pour donner à chacun son indépendance fonctionnelle. Dans les configurations les plus extrêmes, le sujet peut présenter deux têtes sur un seul corps, deux corps sous une seule tête, ou porter en inclusion son jumeau avorté. Comme pour les créatures unitaires, la nomenclature les distingue en créatures doubles autositaires et en créature doubles parasitaires.

#### Créatures doubles autositaires
Les créatures doubles autositaires se distinguent en quatre variétés : tératopages (deux sujets à peu près complets, unis par un pont anatomique pouvant de situer de la tête au bassin), tératodymes, ou ypsiloïdes (en forme de Y), lambdoïdes (en forme de λ) et xioïdes (en forme de X). Chacune de ces variétés présente de nombreuses variations anatomiques.
| Créatures doubles autositaires | Créatures doubles autositaires |
| ------------------------------ | --- |
| Tératopages                    | |
| Céphalopages                   | Union par la tête. |
| Ischiopages                    | Union sous-ombilicale. |
| Pygopages                      | Union dos à dos par la croupe. |
| Omphalopages                   | Union sus-ombilicale. Selon le niveau anatomique de la jonction. |
| Xiphopages                     | Union sus-ombilicale. Selon le niveau anatomique de la jonction. |
| Thoracopages                   | Union sus-ombilicale. Selon le niveau anatomique de la jonction. |
| Sternopages                    | Union sus-ombilicale. Selon le niveau anatomique de la jonction. |
| Ectopages                      | Union sus-ombilicale. Selon le niveau anatomique de la jonction. |
| Déropages                      | Union sus-ombilicale. Selon le niveau anatomique de la jonction. |
| Stomopages                     | Union sus-ombilicale. Selon le niveau anatomique de la jonction. |
| Prosopopages                   | Union sus-ombilicale. Selon le niveau anatomique de la jonction. |
| Craniopages                    | Union sus-ombilicale. Selon le niveau anatomique de la jonction. |
| Ischiopagie ascendante         | Union sus et sous-ombilicale. |
| Tératodymes (ypsiloïdes)       | |
| Psodymes                       | Double à partir des lombes. |
| Xyphodymes                     | Séparés au-dessus du sternum. |
| Thoracodymes                   | Séparés au-dessus de l'aisselle. |
| Sternodymes                    | Séparés à partir de la base du cou. |
| Dérodymes                      | Séparés à partir de la base du cou, avec deux membres supérieurs (au lieu de quatre) pour les deux individus. |
| Atlodymes                      | Cou unique portant deux têtes. |
| Iniodymes                      | Deux têtes réunies par l'occipital. |
| Opodymes                       | Têtes soudées dans la région oculaire (trois yeux au lieu de quatre) |
| Rhinodymes                     | Deux nez, deux yeux, avec un œil commun résiduel au milieu de la double face. |
| Stomodymes                     | Deux bouches. |
| Splanchnodymes                 | Individu en apparence normal, mais ayant des viscères dédoublés. |
| Lambdoïdes                     | |
| Sycéphaliens (janicéphales)    | - Janiceps : Janus parfait (un visage vers l'arrière, un visage vers l'avant). - Iniopes (un des deux visages est incomplet). - Synotes (ou iniotes), sans face: les deux visages sont fusionnés face contre face, ne restent que les oreilles.                 |
| Monocéphaliens (tératadelphes) | - Déradelphes : une seule tête, avec parfois deux trous occipitaux. - Thoradelphes : tête et cou uniques, colonne vertébrale bifurquée au niveau du thorax. - Psoadelphes : bifurcation au niveau des lombes. - Pelvadelphes : bifurcation au niveau du bassin. |
| Xioïdes                        | - En forme de X : doubles par en haut et par en bas. |

#### Créatures doubles parasitaires
Les créatures doubles parasitaires sont constituées par l'union - au moins apparente - d'un autosite et d'un parasite. Isidore Geoffroy Saint-Hilaire les définit comme «une association de deux individus, l'un vivant activement et par lui-même (autosite), l'autre implanté sur son frère et vivant à ses dépens (parasite) ».
| Créatures doubles parasitaires                                               | Créatures doubles parasitaires                                                                    |
| ---------------------------------------------------------------------------- | ------------------------------------------------------------------------------------------------- |
| Hétéropages                                                                  | Xiphophage dont l'un des sujets a arrêté de se développer.                                        |
| Hétérodymes                                                                  | Parasite réduit à la tête, au cou et un tronçon de thorax, greffé sur l'épigastre de son jumeau.  |
| Hétéradelphes                                                                | Acéphale ou peracéphale fixé à la face ventrale du sujet porteur.                                 |
| Épicomes                                                                     | Le parasite, réduit à une tête (et parfois un tronc atrophié), est fixé au crâne de son support.  |
| Polygnathiens - Épignathes - Hypognathes - Augnathes - Hypotognathes         | Mâchoire en surnombre.                                                                            |
| Polyméliens - Pygomèles - Gastromèles - Notomèles - Mélomèles - Céphalomèles | Membres en surnombre.                                                                             |
| Endocymiens - Dermocymes - Endocymes                                         | Fœtus in fœtu : un sujet rudimentaire enfermé dans le corps d'un autre sujet par ailleurs normal. |